# Шадрін Володимир Миколайович
Володимир Миколайович Шадрін (рос. Владимир Николаевич Шадрин; 6 червня 1948, Москва, СРСР — 26 серпня 2021) — радянський хокеїст, що грав на позиції центрального нападника. Дворазовий олімпійський чемпіон. Заслужений майстер спорту (1971).

## Спортивна кар'єра
Вихованець московського «Спартака» (перший тренер — Володимир Руднєв). У складі юнацької збірної Радянського Союзу — чемпіон Європи 1967 року. За команду майстрів «червоно-білих» виступав з 1964 по 1979 рік. Дебютував проти воскресенського «Хіміка» у ланці з Бурмаковим і Кліншовим. У першому сезоні також грав з В'ячеславом Старшиновим і Борисом Майоровим (хворів Євген Майоров). Надалі його постійним партнером був Олександр Якушев, а третім у ланці — Віктор Ярославцев, Олександр Мартинюк, Віктор Шалімов або Євген Зимін. Тричі ставав чемпіоном СРСР і двічі — переможцем національного кубка. Всього в чемпіонаті СРСР провів 445 матчів (213 голів).
У складі збірної СРСР дебютував 1 грудня 1968 року проти фінів у матчі Московського міжнародного турніру (5:2), через тиждень відзначився голом у ворота канадців (4:0). Переможець Олімпійських ігор у Саппоро (1972) і Інсбруку (1976), п'ятиразовий чемпіон світу, чотириразовий чемпіон Європи, переможець міжнародних турнірів за призи газет «Ізвестія» і «Руде право» (Чехословаччина). Всього у збірній провів 169 матчів (71 гол). Також грав за другу збірну СРСР. У складі студентської збірної став переможцем Універсіади-1968. Другий за результативністю гравець першої суперсерії проти професіоналів з Національної хокейної ліги — 8 очок (3+5). Через два роки грав проти кращих спортсменів Всесвітньої хокейної асоціації. У другій половині 70-х грав проти північноамериканських професіоналів у складі московського клубу «Крила Рад» (1976), збірній клубів СРСР (1977) і «Спартака» (1978). Всього у цих змаганнях провів 31 матч (4+19).
Найкращий матч у своїй кар'єрі зіграв проти чехословаків на Олімпіаді-76. Суперникам, для здобуття олімпійського золота, була потрібна лише перемога. Після першого періоду вони вели в рахунки завдяки голам Мілана Нового і Івана Глінки. Вирішальною стала перша половина другого періоду. За порушення правил отримали покарання Віктор Жлуктов і Сергій Бабінов. Борис Кулагін випустив на лід пару захисників Геннадія Циганкова — Юрія Ляпкіна і нападника Володимира Шадріна. Протягом двох хвилин це тріо стримувало атаки п'яти гравців чехословацької команди. А вже на 32-й хвилині Шадрін забив перший гол у ворота Їржі Голечека, а другий — Володимир Петров. На початку третього періоду Едуард Новак втретє забиває Владиславу Третьяку, але радянська команда, завдяки влучним кидкам Олександра Якушева і Валерія Харламова, в заключні п'ять хвилин здобуває перемогу і золоті медалі олімпійського турніру.
Протягом всієї кар'єри Володимир Шадрін відзначався стабільністю в грі, був неперевершеним майстром результативних передач.
Разом з Юрієм Ляпкіним виступав чотири сезони за японську команду «Одзі Сейсі». В 95 іграх Японської хокейної ліги набрав 217 очок (87+140).
На відмінно закінчив спеціалізовану фізико-математичну школу № 52 при Московському державному університеті імені М. В. Ломоносова. У 1966—1975 роках навчався в Московському інституті нафтохімічної і газової промисловості (спеціальність «Машини і обладнання нафтових і газових промислів»). У 1983—1985 роках — у Вищій школі тренерів при Державному центральному ордена Леніна інституті фізкультури.
1984 року очолював «Спартак». Потім працював старшим тренером СДЮШОР «Спартак», старшим тренером юнацької збірної Росії (1992—1997), директором Палацу спорту «Сокольники», віце-призедентом «Спартака».

## Досягнення
- Олімпійський чемпіон (2): 1972, 1976
- Чемпіон світу (5): 1970, 1971, 1973, 1974, 1975
- Чемпіон Європи (4): 1970, 1973, 1974, 1975
- Чемпіон СРСР (3): 1967, 1969, 1976
- Володар кубка СРСР (2): 1970, 1971
- Заслужений майстер спорту (1971)
- Член Клуба Всеволода Боброва (309 шайб).
- Кращий бомбардир Олімпіади-76

## Нагороди
- Медаль «За трудову доблесть» (1972)
- Орден «Знак Пошани» (1975)
- Орден Дружби (1996)
- Орден Пошани (2011)

## Статистика
Статистика клубних виступів
| Сезон               | Клуб                   | Ліга                | І   | Г   | П  | О  | ШХ |
| ------------------- | ---------------------- | ------------------- | --- | --- | -- | -- | -- |
| 1965-66             | «Спартак» Москва       | СРСР                | 27  | 11  |    |    |    |
| 1966-67             | «Спартак» Москва       | СРСР                | 36  | 13  |    |    |    |
| 1967-68             | «Спартак» Москва       | СРСР                | 36  | 10  |    |    |    |
| 1968-69             | «Спартак» Москва       | СРСР                | 42  | 12  |    |    |    |
| 1969-70             | «Спартак» Москва       | СРСР                | 31  | 28  |    |    |    |
| 1970-71             | «Спартак» Москва       | СРСР                | 37  | 22  | 11 | 33 |    |
| 1971-72             | «Спартак» Москва       | СРСР                | 31  | 14  |    |    |    |
| 1972-73             | «Спартак» Москва       | СРСР                | 31  | 24  | 15 | 39 | 16 |
| 1973-74             | «Спартак» Москва       | СРСР                | 32  | 18  | 11 | 29 | 14 |
| 1974-75             | «Спартак» Москва       | СРСР                | 36  | 14  | 14 | 28 | 14 |
| 1975-76             | «Спартак» Москва       | СРСР                | 35  | 17  | 18 | 35 | 20 |
| 1976-77             | «Спартак» Москва       | СРСР                | 29  | 14  | 17 | 31 | 14 |
| 1977-78             | «Спартак» Москва       | СРСР                | 20  | 7   | 14 | 21 | 12 |
| 1978-79             | «Спартак» Москва       | СРСР                | 22  | 9   | 8  | 17 | 6  |
| Всього у вищій лізі | Всього у вищій лізі    | Всього у вищій лізі | 445 | 213 |    |    |    |
| 1979-80             | «Одзі Сейсі» Томакомай | Японія              | 15  | 17  | 14 | 31 |    |
| 1980-81             | «Одзі Сейсі» Томакомай | Японія              | 20  | 16  | 23 | 39 |    |
| 1981-82             | «Одзі Сейсі» Томакомай | Японія              | 30  | 25  | 54 | 79 |    |
| 1982-83             | «Одзі Сейсі» Томакомай | Японія              | 30  | 20  | 49 | 69 |    |

У збірній:
| Рік  | Команда       | Турнір | І  | Г  | П | О  | ШХ | Місце |
| ---- | ------------- | ------ | -- | -- | - | -- | -- | ----- |
| 1967 | СРСР (юніори) | ЮЧЄ    |    | 5  |   |    |    |       |
| 1970 | СРСР          | ЧС     | 1  | 1  | 4 | 5  | 0  |       |
| 1971 | СРСР          | ЧС     | 5  | 6  | 2 | 8  | 0  |       |
| 1972 | СРСР          | ОІ     | 3  | 1  | 0 | 1  | 2  |       |
| 1972 | СРСР          | ЧС     | 9  | 5  | 5 | 10 | 6  |       |
| 1973 | СРСР          | ЧС     | 9  | 3  | 7 | 10 | 4  |       |
| 1974 | СРСР          | ЧС     | 10 | 6  | 5 | 11 | 20 |       |
| 1975 | СРСР          | ЧС     | 9  | 8  | 7 | 15 | 4  |       |
| 1976 | СРСР          | OІ     | 6  | 10 | 4 | 14 | 2  |       |
| 1976 | СРСР          | ЧС     | 9  | 2  | 3 | 5  | 6  |       |
| 1977 | СРСР          | ЧС     | 10 | 3  | 6 | 9  | 2  |       |